# Erdélyi László (labdarúgó)
Erdélyi László (Szentendre, 1993. július 10. –) magyar labdarúgó.

## Pályafutása
A Dunakanyar-Vác csapatánál kezdte meg karrierjét, ahonnan a Magyar Futball Akadémiára került. A Budapest Honvéd csapatában 2011. május 11-én mutatkozott be a Győri ETO ellen. A 2013-14-es szezonra kölcsönbe adták egy évre, a másodosztályú Soproni VSE-hez. A 2016/2017-es idényben az SVSE házi gólkirálya lett; 10 gólt szerzett a csapat 37 góljából.
2017 nyarán a Győri ETO-hoz igazolt.